# Saint-Pardoux-le-Neuf, Corrèze
Saint-Pardoux-le-Neuf este o comună în departamentul Corrèze din centrul Franței. În 2009 avea o populație de 65 de locuitori.

## Evoluția populației
| An        | 1975 | 1982 | 1990 | 1999 | 2006 | 2009 |
| --------- | ---- | ---- | ---- | ---- | ---- | ---- |
| Populație | 90   | 78   | 88   | 88   | 69   | 65   |